# Ilyas Chouaref
Ilyas Chouaref, né le 12 décembre 2000 à Châteauroux en France, est un footballeur international maltais qui évolue au poste d'ailier gauche au FC Sion.

## Biographie
Né à Châteauroux en France, Ilyas Chouaref est formé par le club de sa ville natale, le LB Châteauroux.
Il possède les nationalités française, marocaine et maltaise. Son arrière-grand-père possède des liens avec Malte, lui permettant de jouer pour la sélection maltaise.

### En club

#### LB Châteauroux
Le 4 décembre 2018, il joue son premier match en professionnel en entrant en jeu lors d'une rencontre de Ligue 2 face à Le Havre. Il entre en jeu lors de ce match qui se solde par la défaite des siens. C'est face à cette même équipe qu'il inscrit son premier but en professionnel, lors du match retour en championnat le 26 avril 2019, donnant la victoire à Châteauroux (1-0).
Le 1er octobre 2019, Ilyas Chouaref signe son premier contrat professionnel avec le LB Châteauroux, d'une durée de trois saisons,. Cette signature aurait dû arriver pendant l'été 2019 mais une confusion avec les anciens agents du joueur a repoussé l'échéance, mettant le doute sur l'avenir de Chouaref.
Écarté pour avoir refusé de signer son premier contrat professionnel lors de l'été 2019, il s'impose dans le onze titulaire dès sa réintégration au groupe. Il apparaît lors de 22 des 28 journées de championnat avant qu'il ne soit prématurément arrêté à cause de la pandémie de Covid-19.
Il réalise sa première saison pleine lors de l'exercice 2020-2021, ne manquant que quatre rencontres de Ligue 2. Auteur d'un but et de six passes décisives. Le club castelroussin vit cependant une saison compliquée, terminant dernier et étant relégué en National.

#### FC Sion
Lors de l'été 2022, Ilyas Chouaref rejoint librement le club suisse du FC Sion. Le transfert est officiellement annoncé le 13 juin 2022.
Chouaref inscrit son premier but pour Sion le 20 août 2022, lors d'une rencontre de coupe de Suisse face au Club sportif Chênois. Titulaire, il ouvre le score et participe à la victoire de son équipe par trois buts à un après prolongations.

### En sélection
Le 13 février 2019, Ilyas Chouaref entre en jeu pour un quart d'heure lors d'un match amical de l'équipe de France des moins de 19 ans contre l'Italie. La France s'incline 2-1.
Il est sélectionné par Malte en mars 2025.